# وندلنس
وندلنس (به فرانسوی: Vandelans) یک کمون در فرانسه است که در Canton of Rioz واقع شده‌است.

## خصوصیات
وندلنس ۳٫۰۸ کیلومترمربع مساحت و ۱۱۲ نفر جمعیت دارد.